# Cairo (Schiff, 1919)
HMS Cairo (Kennung: D87) war ein Leichter Kreuzer der C-Klasse der Royal Navy, der als erster britischer Kriegsschiffneubau nach der Hauptstadt Ägyptens benannt wurde. Das bei Cammell Laird gebaute Schiff gehörte zur fünf Schiffe umfassenden Carlisle-Gruppe der Kreuzer der C-Klasse.
Ab 1938 wurde die Cairo zu einem Flugabwehrkreuzer umgebaut und kam 1939 noch vor Ausbruch des Weltkriegs als erster Totalumbau wieder in Dienst. Nach Einsätzen vor Norwegen, im Atlantik und bei der Sicherung von Geleitzügen nach Malta wurde die Cairo am 12. August 1942 im Mittelmeer nahe Bizerta durch das italienische U-Boot Axum versenkt.

## Geschichte derCairo
Das Schiff wurde als 26. Kreuzer der C-Klasse mit vier anderen Kreuzer im Sommer 1917 bestellt. Der Auftrag ging an Cammell Laird in Birkenhead. Die Bauwerft hatte mit der Caroline im August 1914 den ersten Kreuzer dieser bis 1922 schließlich 28 Schiffe umfassenden Klasse an die Royal Navy abgeliefert. Mit Cleopatra, Castor, Constance und Caledon hatte sie bis März 1917 noch vier weitere Kreuzer der Klasse abgeliefert, die durch die Weiterentwicklung des Grundentwurfs zum Teil unterschiedlichen Untergruppen angehörten.
Die Kiellegung der Cairo erfolgte am 28. November 1917; am 19. November 1918 lief sie dann vom Stapel und kam am 24. September 1919 in den Dienst der Royal Navy. Im Unterschied zu den anderen C-Kreuzern erfolgte die Fertigstellung bei allen fünf Schiffen der siebten und letzten Baugruppe der Klasse (Carlisle-Unterklasse) erst nach Ende des Ersten Weltkriegs.
Wie alle Schiffe der Untergruppe war die Cairo 137,6 m lang, 13,3 m breit und hatte einen Tiefgang von 4,7 m. Geschützt war der Kreuzer durch einen seitlichen Panzergürtel von 37 bis 76 mm Stärke. Dazu kam ein 25 mm starkes Panzerdeck und gleichstarke Schutzschilde der Hauptartillerie. Der Kreuzer hatte eine Verdrängung von 4290 t und konnte mit seiner 40.000 PS starken Turbinenanlage 29 kn erreichen. Der maximale Bunkervorrat von 935 t Treiböl ermöglichte bei 10 kn Marschgeschwindigkeit eine Fahrstrecke von 5900 sm. Bewaffnet waren die Kreuzer der Carlisle-Klasse mit fünf 6-inch-(152 mm)-L/45-Mk.XII-Geschützen zur Bekämpfung von Seezielen. Diese waren alle auf der Mittschiffslinie angeordnet: je zwei übereinander an Bug und Heck und das fünfte ebenfalls erhöht hinter den beiden Schornsteinen und vor dem hohen Heckaufbau (Scheinwerfer-Turm). Zur Abwehr gegen Luftangriffe verfügten die Kreuzer der Untergruppe über zwei 12-pounder-(76 mm)-L/40-Mk.I-Mehrzweckgeschütze und zwei 2-pounder-(40 mm)-Flugabwehrkanonen. Dazu waren noch vier 3-pdr-(47 mm)-Hotchkiss-Salutgeschütze und vier 533-mm-Zwillings-Torpedorohrsätze vorhanden. Für Kriegszeiten war eine Besatzung von 432 Mann vorgesehen; in Friedenszeiten aber oft 100 Mann weniger an Bord.

Von der vorangegangenen Ceres-Unterklasse, auf der erstmals die beiden überhöht aufgestellten Buggeschütze eingeführt worden waren, unterschieden sich die Kreuzer der Carlisle-Gruppe durch den sogenannten „Trawler“-Bug. Der etwa 1,5 m höhere Vordersteven und die Bugform sollten die Behinderung der Buggeschütze durch Spritzwasser reduzieren. Durch die Änderungen am Rumpf war die letzte Gruppe der C-Klasse geringfügig länger und hatte 100 t mehr Verdrängung.

### Verwendung derCairobis 1937

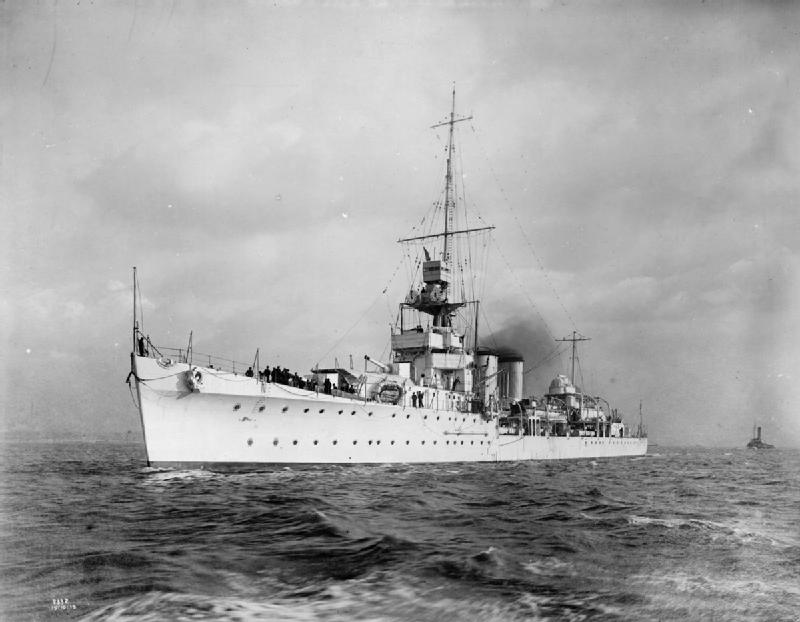
Cairo 1921

Die nach dem Kriegsende fertiggestellte Cairo wurde ab 1920 auf der China Station eingesetzt. 1922 wurde sie zur East Indies Station verlegt, wo sie bis Dezember 1926 verblieb. 1927 erfolgte dann ein weiterer kurzfristiger und zeitweiser Einsatz auf der China Station wegen der dort ausgebrochenen Spannungen. Der Kreuzer verlegte dann zum 8. Kreuzergeschwader auf die North America and West Indies Station. Von September 1928 bis August 1930 wurde die Cairo dann bei der Mediterranean Fleet als Flaggschiff des Befehlshabers der Zerstörer eingesetzt, wo sie die Coventry ablöste und dann vom gleichen Kreuzer auch wieder ersetzt wurde.
1931/32 wurde die Cairo dann auf der Staatswerft in Chatham grundüberholt. Anschließend diente sie ab August 1932 für fünf Jahre bei der Home Fleet als Flaggschiff des Befehlshabers der Zerstörer, ehe sie im November 1937 durch die modernere Aurora der Arethusa-Klasse abgelöst wurde.

## Umbau zum Flugabwehrkreuzer
Der sich seit Beginn der 1930er-Jahre abzeichnende geringe Nutzen der für einen Flottenkrieg in der Nordsee entwickelten Kreuzer der C-Klasse und der bestehende Wille, vorhandene Einheiten umfassend zu modernisieren (siehe Totalumbauten einiger schwerer Einheiten wie Queen Elizabeth und Renown und vorhandener Zerstörer der V- und W-Klasse) führte hinsichtlich der Kreuzer der C-Klasse schon 1935 zur Umrüstung zweier Schiffe (Coventry und Curlew der Ceres-Gruppe) zu Flugabwehrkreuzern. Der Umbau wurde als erfolgreich eingestuft und die Admiralität entschied sich, auch die elf anderen noch vorhandenen Schiffe der Klasse ähnlich umzubauen. Allerdings wurde die Hauptbewaffnung von zehn einzelnen (auch) für die Flugzeugabwehr geeigneten 102-mm-Geschützen auf den Einbau von vier modernen 102-mm-Doppellafetten verändert und es wurden stärkere Eingriffe in die Struktur der Aufbauten vorgenommen. 1938 begann die Marinewerft in Chatham mit dem Umbau der Cairo und ihrem Schwesterschiff Calcutta als den ersten Einheiten. Der Umbau der Cairo erfolgte dann ab November 1937 auf der Marinewerft in Portsmouth.
Im Mai 1939 wurde sie als erstes Schiff nach den neuen Plänen fertiggestellt. Sie verfügte nun über vier Zwillingslafetten mit 4-inch-(102 mm)-Mk.XVI-Mehrzweckgeschützen und einen 2-pdr-(40 mm-L/39)-Vierling auf der Mittschiffslinie an Stelle der bisherigen Seezielgeschütze. Die Vierfach-„pompom“ stand erhöht über dem Buggeschütz vor der Brücke. Zur Nahbereichsabwehr wurden noch zwei schwere 0.5-(12,7 mm)-Vickers-Fla-MG-Vierlinge seitlich des vorderen Schornsteins aufgestellt.

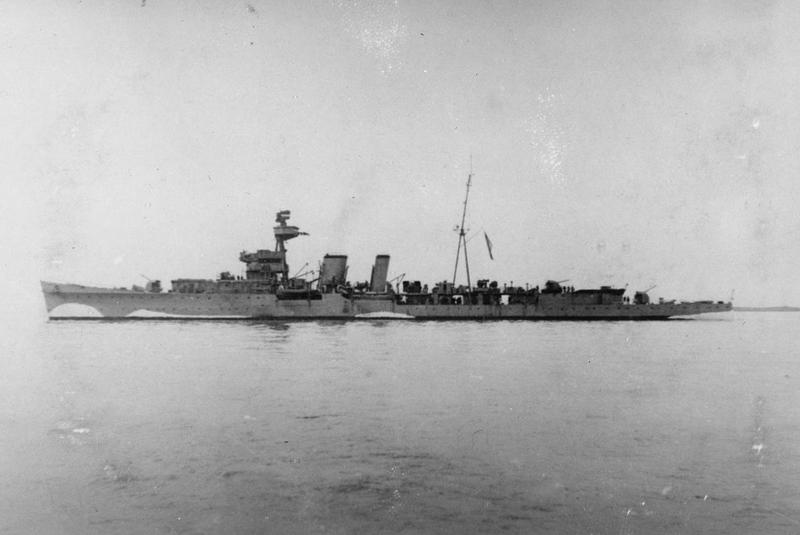
Die Cairo vor Norwegen

Auch der Umbau der Calcutta wurde noch vor dem Ausbruch des Zweiten Weltkriegs abgeschlossen und mit Carlisle und Curacoa der Umbau zweier weiterer Kreuzer begonnen.

## Kriegseinsätze derCairo
Bei Kriegsbeginn war der Flugabwehrkreuzer in Portland bei der Channel Force stationiert. Mitte September sicherte er dann das Ausbringen defensiver Minensperren vor dem östlichen Zugang zum Ärmelkanal. Im Oktober sicherte der Kreuzer Schiffsbewegungen an der britischen Ostküste und dann ab März 1940 auch von Geleiten zwischen Norwegen und Großbritannien. Dabei kam die Cairo zum Teil mit dem Schwesterschiff Calcutta und der Southampton zum Einsatz.

### Einsätze vor Norwegen

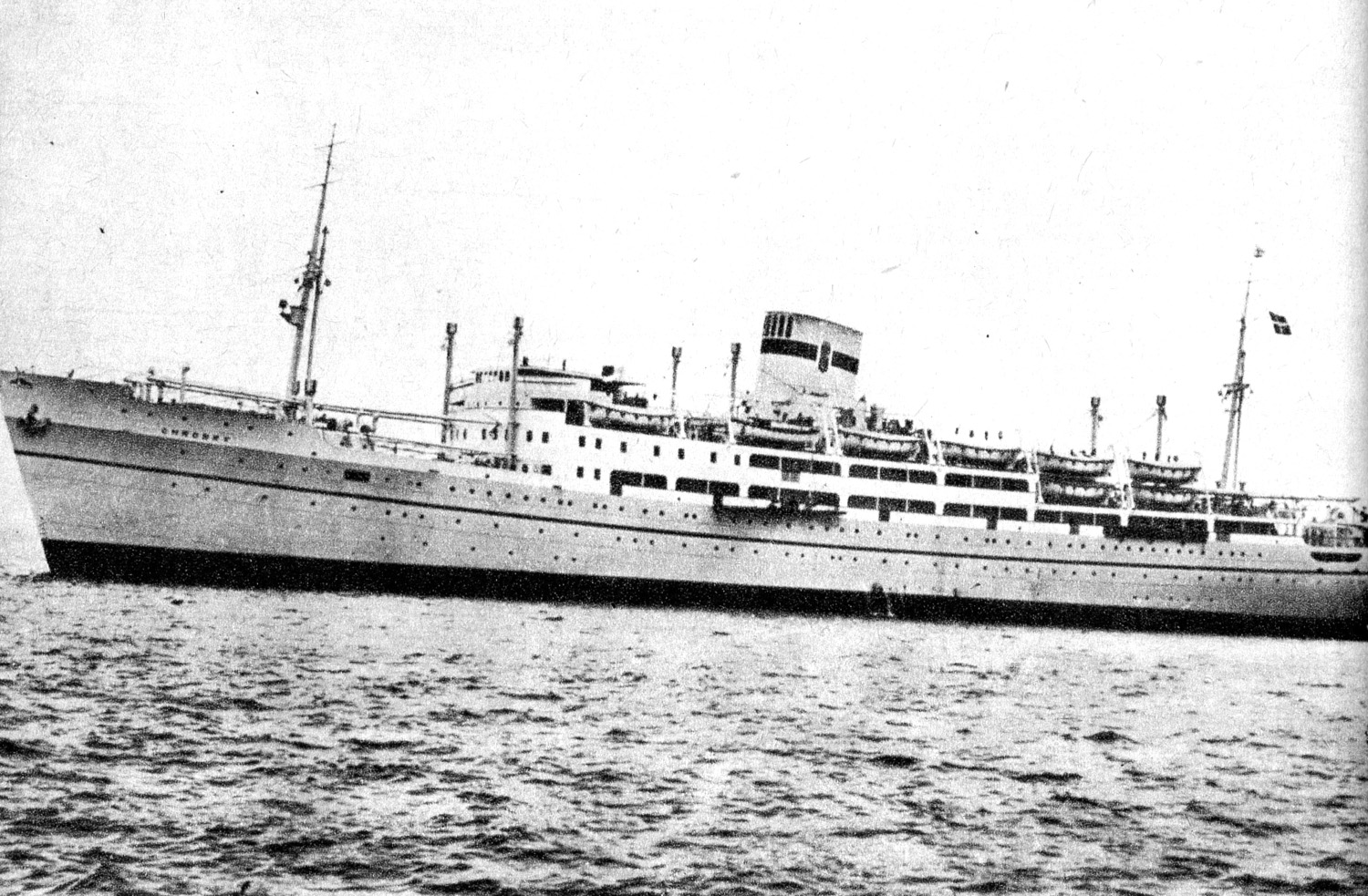
Die Chrobry

Am 11. April 1940 begann der Einsatz der Cairo vor Norwegen gegen den deutschen Überfall auf Norwegen, als sie mit sechs Zerstörern den ersten Truppen-Konvoi NP.1 nach Harstad geleiten sollte, um die deutschen Truppen in Narvik anzugreifen. Am 13. wurde der Konvoi geteilt, da die britischen Stabschefs sich zusätzlich für einen Zangenangriff auf Trondheim entschieden hatten. Die Cairo und drei der Sicherungszerstörern (Vanoc, Whirlwind und Highlander), verstärkt um die Kreuzer Manchester und Birmingham, sollten jetzt die Transporter Empress of Australia und das polnische Motorschiff Chrobry mit der 146. Infanterie-Brigade nach Namsos geleiten, von wo die nördliche Zange auf das von den Deutschen besetzte Trondheim angesetzt werden sollte. In der kleinen norwegischen Hafenstadt hatten die Kreuzer Glasgow und Sheffield sowie Zerstörer schon eine Abteilung der Royal Marines am 14. April gelandet, die allerdings von der deutschen Luftaufklärung sofort entdeckt wurde.

Am 15. wurde der künftige Kommandeur des Angriffs, Generalleutnant Carton de Wiart, mit einem Sunderland-Flugboot eingeflogen wurde, das bei der Landung von einer deutschen Maschine angegriffen wurde. Wegen der deutschen Lufthoheit über Namsos, gegen die keine Gegenwehr vorhanden war, entschied de Wiart, die großen Transporter nicht bis nach Namsos fahren zu lassen. Eine Umladung sollte bei Lillesjona, einem mehr als 100 Meilen nördlichen Meeresarm zwischen der Insel Handnesøya und Nesna erfolgen, wohin auch ein Tanker entsandt wurde, da die Cairo und ihre Begleitzerstörer ihren Treibstoff fast verbraucht hatten. Dort übernahmen in der Nacht zum 17. fünf Tribal-Zerstörer zwei Bataillone Infanterie, um sie nach Namsos zu bringen.
Während des Verladens erschienen deutsche Flugzeuge, erzielten aber keine Treffer auf den von ihnen angegriffenen Schiffen. Da der Umladepunkt den Deutschen nun bekannt war, entschied der britische Seebefehlshaber, die noch vorhandene Truppen und möglichst viel Material auf die Chrobry umzuladen und keinen weiteren Einsatz der Tribalzerstörer zu erlauben, die nicht nur knapp an Treibstoff, sondern auch an Flugabwehrmunition waren. Der noch zur Verfügung stehende Zerstörer Vanoc sollte die Chrobry nach Namsos geleiten. Die in den norwegischen Küstengewässern schwer manövrierbare Empress of Australia wurde mit Teilen des Materials nach Großbritannien entlassen. Viele Einheiten der Navy mussten nach Großbritannien zurücklaufen, um Treibstoff und Munition zu ergänzen. Der Treibstoffmangel vieler Schiffe hatte seine Ursache in der wechselhaften britischen Befehlslage. Der Mangel an Treibstoff zwang auch die Cairo erst weiter nach Norden, um einen Versorger zu finden.

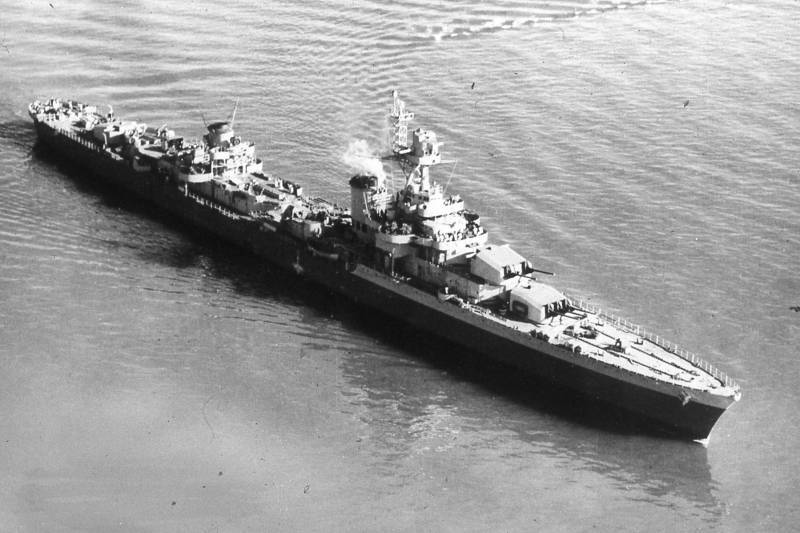
Die Emile Bertin

Gleichzeitig befand sich ein französischer Geleitzug FP.1A mit den französischen Truppen- und Materialtransportern El Djezair (X17), El Mansour (X06), El Kantara (X16) und Ville d’Oran mit der 5. Alpenjäger-Halbbrigade gesichert durch den Kreuzer Emile Bertin und sechs französische Großzerstörer auf dem Marsch zur norwegischen Küste, um den Angriff auf Trondheim zu unterstützen. Die Cairo wurde dem Geleitzug entgegen geschickt und geleitete den Konvoi am 18. April durch die norwegischen Küstengewässer nach Namsos. Auf dem Anmarsch wurde der Geleitzug vergeblich durch deutsche U-Boote und die Luftwaffe angegriffen. Die bei der Ausladung weiter fortgesetzten Angriffe verhinderten die Ausladung allen Materials für die französischen Truppen; von den Schiffen wurde nur die Emile Bertin durch Bombentreffer von Ju 88 der II./KG 30 beschädigt und fiel für weitere Einsätze vor Norwegen aus.
Auch die Cairo verbrauchte ihre Munition fast völlig und geleitete die französischen Transporter zurück nach Großbritannien.
Dort wurde der Kreuzer in Rosyth überholt und sicherte dann am 11. Mai einen Truppentransporter mit Verstärkungen für den Angriff auf Narvik. Beim Ausladen der Truppen südlich Narvik wehrte die Cairo deutsche Luftangriffe ab, um dann nach Harstad als Luftabwehrbatterie zu gehen.
Am 17. Mai bildete die Cairo mit den Zerstörern Matabele und Echo die Sicherung des Kreuzers Effingham, der britische Verstärkungen nach Bodø bringen sollte, aber auf ein Riff lief und nicht abgebracht werden konnte. Die Cairo barg mit den Zerstörern die über 1300 Mann an Bord, ehe die Effingham aufgegeben wurde.

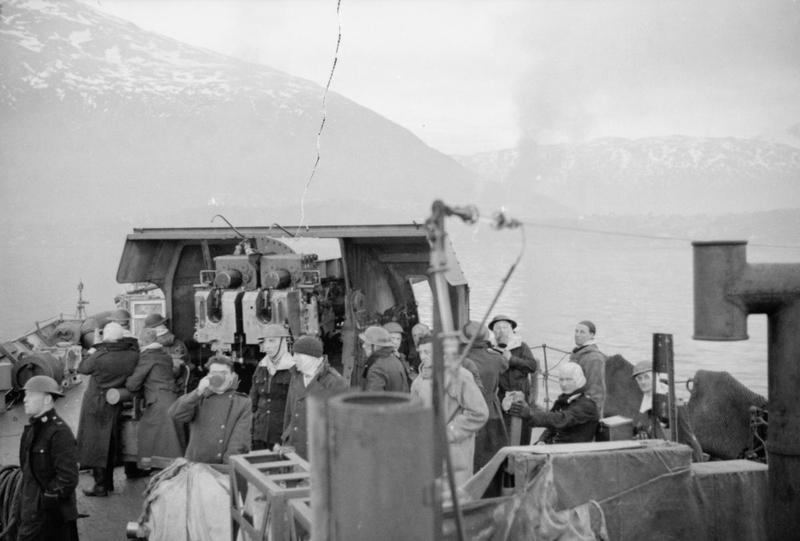
Fla-Geschütz der Cairo vor Narvik

Am Angriff auf Narvik und seiner Besetzung durch alliierte Truppen, der als Ablenkung des bereits beschlossenen alliierten Rückzugs diente, war die Cairo als Flaggschiff des alliierten Oberbefehlshabers Lord Cork mit dem Flakkreuzer Coventry, dem Kreuzer Southampton und den Zerstörern Whirlwind, Fame, Havelock, Walker, Firedrake und der Sloop Stork beteiligt, die den Landtruppen Feuerunterstützung gaben. Die Cairo wurde dabei am 28. durch Bombentreffer beschädigt.

### Einsätze im Nordatlantik
Nach der Sicherung von Minenlegeraktionen in der Nordsee im August und September 1940 wurde der Flugabwehrkreuzer der Sicherung der North Western Approaches mit Basis am Clyde zugeteilt, um besonders wichtigen Geleitzügen mehr Luftabwehr zu geben.
Als im Mai 1941 das deutsche Schlachtschiff Bismarck mit dem Kreuzer Prinz Eugen in den Nordatlantik ausbrach, geleitete die Cairo den Truppentransport-Konvoi WS.8 mit einer Panzerdivision für den Mittleren Osten. Als klar war, das die Bismarck beschädigt nach Westfrankreich lief, gab der Konvoi die 4. britische Zerstörer-Flottille mit Zulu, Sikh, Cossack, Maori und der polnischen Piorun zur Verfolgung des Schlachtschiffs ab, die schließlich die Bismarck stoppten. Cairo setzte mit der Exeter und drei verbliebenen Zerstörern den Marsch mit dem Geleitzug fort.
Auf dem Rückmarsch vom folgenden Geleitzug entdeckte die Cairo zwei Rettungsboote des vier Tage zuvor von einem deutschen U-Boot versenkten niederländischen Frachters Eibergen und rettete die 35 Überlebenden.

Am 2. November 1941 war der Flakkreuzer Cairo mit fünf Zerstörern an einer Neuheit beteiligt, als sie seit dem 28. Oktober den Truppenkonvoi CT 5 mit den acht Truppentransportern Duchess of Atholl, Orcades, Sobieski, Warwick Castle, Andes, Durban Castle, Oronsay und Reina di Pacifico in Richtung Kanada geleitet hatte. An Bord der Transporter befanden sich 20.000 Soldaten einer britischen Division für den Mittleren Osten. Das britische Geleit übergab im Atlantik die Truppentransporter an die US Task Force TF 14, welche die britischen Transporter nach Halifax geleiteten. Cairo und ihre fünf Zerstörern übernahm sechs US-Transporter, die Großbritannien zur Verfügung gestellt wurden.
 In Halifax wurden die britischen Truppen auf sechs große amerikanische Transporter umgeladen und dann mit US-amerikanischer Geleitsicherung bis nach Kapstadt weitertransportiert. Dieser Geleitzug (britische Bezeichnung WS 12X) verließ Halifax am 10. November und erreichte Kapstadt am 9. Dezember 1941. Diese amerikanische Kriegsbeteiligung begann über 30 Tage vor Pearl Harbour (7. Dezember 1941) und der deutschen Kriegserklärung an die USA am 11. Dezember 1941.

Nach einer Überholung lief die Cairo am 9. Februar 1942 mit einer Handelsdelegation von Greenock nach Murmansk zu Verhandlungen mit sowjetischen Offiziellen. Nach dem Aufenthalt vom 15. bis zum 18. brachte der Kreuzer die Delegation über Scapa bis zum 25. wieder zurück.

### Einsätze zur Versorgung Maltas
Ab dem 19. April 1942 begleitete die Cairo mit dem modernen Flugabwehrkreuzer Charybdis von Gibraltar einen gemischten anglo-amerikanischen Verband um den Flugzeugträger Wasp zur Operation Calendar ins westliche Mittelmeer, von dem am 20. südlich der Balearen 47 britische Spitfire-Jäger nach Malta starteten, von denen 46 ihr Ziel erreichten. Es folgten weitere ähnliche Einsätze meist mit der Charybdis und dem alten britischen Träger Eagle zuletzt am 9. Juni, als 32 Spitfires nach Malta eingeflogen wurden.
Für die folgende doppelte Konvoi-Operation zur Versorgung Maltas von Gibraltar (Operation Harpoon) und Alexandria (Operation Vigorous) wurde die Cairo mit fünf Zerstörern, drei Geleitzerstörern, vier Minensuchern und sechs MGBs als Force X zur Nahsicherung der fünf Transporter und des einen Tankers des Westkonvoi WS 19 eingeteilt. Teilweise operierte der als Schnelltransporter eingesetzte Minenleger Welshman mit der Force X zusammen. Der Geleitzug wurde schon am 12. Juni von deutschen Aufklärern südlich der Balearen entdeckt. Am folgenden Tag waren deutsche und italienische Aufklärer am Konvoi, Angriffsmaschinen fanden das Geleit jedoch nicht. Am 14. erfolgte morgens der erste Angriff italienischer SM.79-Torpedobomber, die einen Transporter versenkten und den Kreuzer Liverpool im Deckungsverband so schwer beschädigten, dass er nach Gibraltar zurückgeschleppt werden musste. Weitere Angriffe deutscher und italienischer Bomber blieben aber ohne Erfolg.

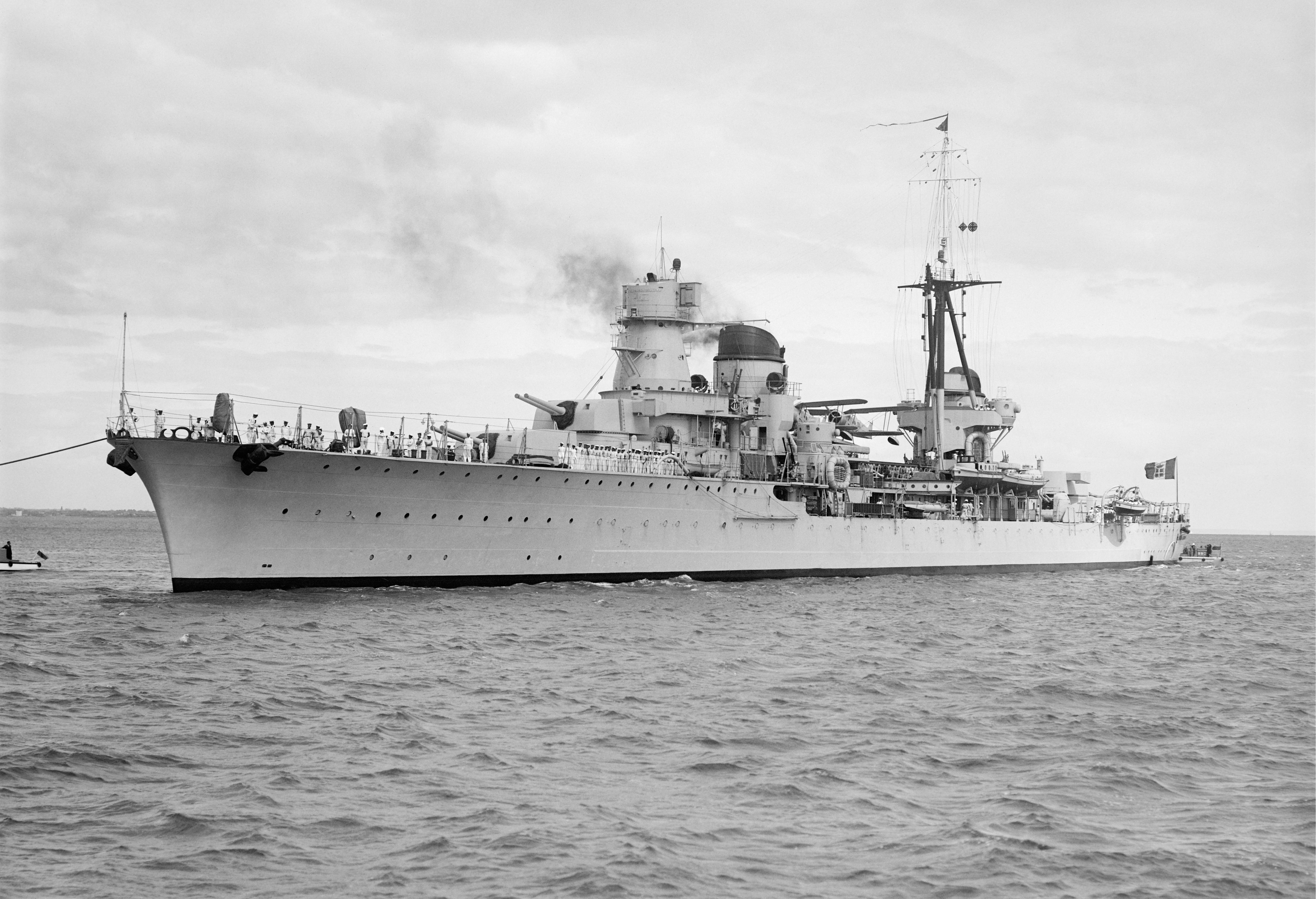
Die Raimondo Montecuccoli

Am 15. griffen dann die Leichten Kreuzer Raimondo Montecuccoli und Eugenio di Savoia mit fünf Zerstörern und fast gleichzeitig das Sturzkampfgeschwader 3 den Konvoi nahe Pantelleria an. Die Stukas beschädigten zwei Transporter und den Tanker schwer, die zum Teil nach zusätzlichen Artillerietreffern durch die Kreuzer endgültig aufgegeben werden mussten. Die italienischen Kreuzer und Zerstörer wurden aber von den von der Cairo geführten fünf Flottenzerstörern der Konvoi-Sicherung abgedrängt, die den Italienern entgegenlaufen mussten, um ihre Artillerie zur Verteidigung einsetzen zu können. Der italienische Zerstörer Ugolino Vivaldi wurde in Brand geschossen und dann von anderen abgeschleppt. Die Italiener ihrerseits beschädigten die Zerstörer Bedouin und Partridge. Letztere konnte sich soweit reparieren, das sie zeitweise versuchte, mit der Bedouin im Schlepp in Richtung Gibraltar zu entkommen. Ein erneuter Angriff italienischer Torpedobomber führte zur Versenkung der Bedouin.

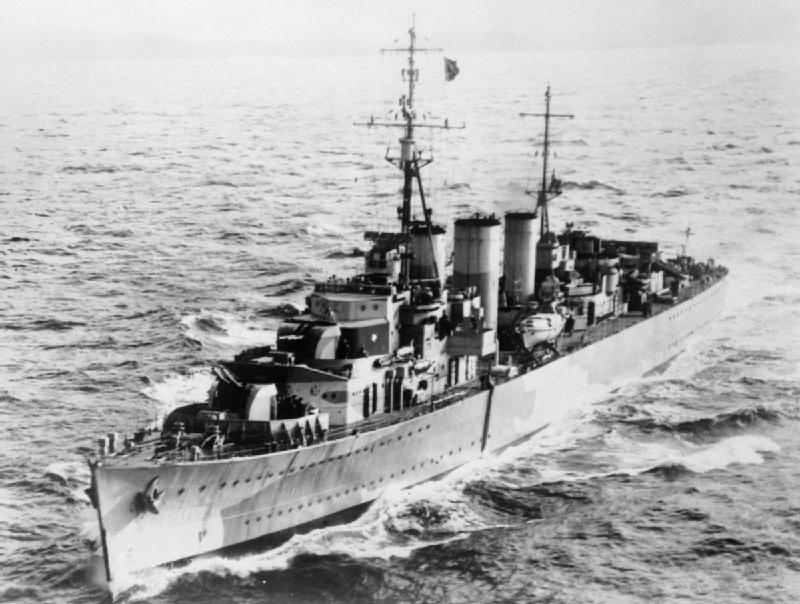
Die Welshman

Die Cairo hatte zwei 152-mm-Treffer erhalten und ihre Munition zum überwiegenden Teil verbraucht. Der verbleibende Restkonvoi, zusätzlich von der zur Hilfe gekommenen Welshman gesichert, geriet am Abend des 15. dann noch kurz vor Malta in ein Minenfeld. Einer der verbliebenen Transporter konnte mit einem großen Loch im Rumpf die Fahrt fortsetzen. Die Kujawiak sank und Badsworth, Matchless und der Minensucher Hebe wurden beschädigt. Die Cairo trat schon am 16. Juni mit Welshman, Marne, Ithuriel, Blankney und Middleton wieder den Rückmarsch nach Gibraltar an.

Mitte Juli 1942 sicherte Cairo mit Charybdis und fünf Zerstörern den Träger Eagle bei der Überführung von 32 Spitfire-Jägern nach Malta, die wieder südlich der Balearen starteten (Operation Pinpoint).

### Letzter Einsatz
Um die schwierige Situation Maltas zu verbessern, lief am 10. August 1942 der Geleitzug WS 21 mit dreizehn Transportern und einem Tanker ins Mittelmeer (Operation Pedestal), der in einem Umfang gesichert wurde, wie nie zuvor. Die Cairo gehörte wieder zur unmittelbaren Sicherung der Handelsschiffe, zu der noch die Leichten Kreuzer Nigeria, Kenya und Manchester gehörten, um eine Situation wie im Juni bei Harpoon zu verhindern, als die Royal Navy den italienischen Angreifern von der Feuerkraft erheblich unterlegen gewesen war. Dazu kamen am Konvoi noch sieben Zerstörer und vier Geleitzerstörer der Hunt-Klasse. Am 11. begannen schon die intensiven Luftangriffe der Deutschen und Italiener und der Träger Eagle beim Deckungsverband sank nach Torpedotreffer von U 73.

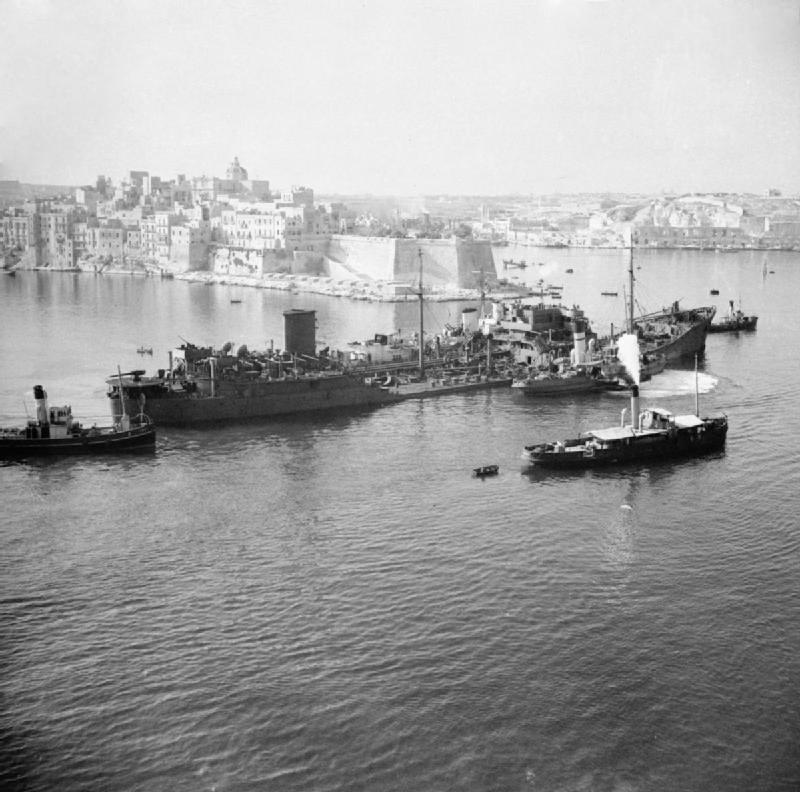
Die schwerbeschädigte Ohio erreicht Malta

Am 12. nahmen die Luftangriffe auf die britischen Verbände weiter zu und erzielten Erfolge. Dazu gelang es italienischen U-Booten, den Konvoi anzugreifen. Die Axum der Adua-Klasse traf mit einem Torpedofächer sowohl den Tanker Ohio wie die Kreuzer Nigeria und Cairo.

Die beschädigte Ohio konnte von den Briten nach Malta eingebracht werden. Ihr Eintreffen an Maria Himmelfahrt verbesserte die Nachschublage der Briten auf Malta erheblich, war aber vor allem von großer moralischer Bedeutung. Die gleichzeitig mit der Cairo torpedierte Nigeria wurde schließlich von drei Hunt-Zerstörern nach Gibraltar zurückgeleitet und fiel fast zwei Jahre aus. In der Nacht griffen dann auch noch italienische Schnellboote auf der Höhe von Pantelleria an und setzten die Manchester mit Torpedotreffern außer Gefecht, die schließlich von den Briten selbst versenkt wurde. Auch der verbliebene Kreuzer Kenya erreichte Malta nicht, da er nach einem nicht so gefährlichen Torpedotreffer am folgenden Tag durch Luftangriffe in Brand geriet und schließlich auch zurückgeschickt wurde. Zu dem befürchteten Gefecht mit schwereren italienischen Marineeinheiten kam es nicht, da diese keine Luftabsicherung und -unterstützung erhielten. Insbesondere der deutsche Luftwaffenbefehlshaber Kesselring wollte den Konvoi aus der Luft vernichten. Aber die britischen Sicherungseinheiten brachten nicht nur die Ohio, sondern auch vier Frachter nach Malta. Als Ersatz für die ausgefallenen Kreuzer der Konvoisicherung wurde vom schon weit westlich stehenden Deckungsverband der Flakkreuzer Charybdis zum Konvoi abgeordnet und verteidigte ihn gegen folgende Luftangriffe.

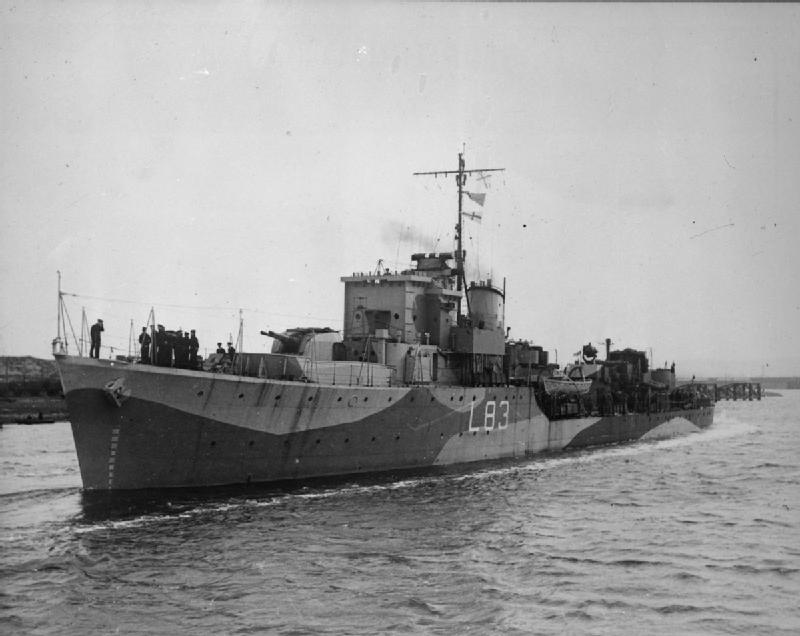
Die Derwent

Die schwer getroffene Cairo war da allerdings schon aufgegeben worden. Durch die Torpedotreffer im Heck war sie manövrierunfähig und antriebslos. Der Hunt-Zerstörer Derwent übernahm die Schiffbrüchigen der Cairo und die Wilton versenkte das noch treibende Wrack durch Geschützfeuer nördlich von Bizerta auf der Position 37° 26′ N, 10° 22′ O. 24 Besatzungsmitglieder der Cairo starben bei ihrem Untergang. Die beiden Hunt-Zerstörer unterstützten darauf mit der Bicester die Rückführung der Nigeria, mit dem sie am 15. August 1942 wieder Gibraltar erreichten und die Derwent die geretteten Besatzungsangehörigen der Cairo von Bord gab.

## Die Flak-Kreuzer der C-Klasse
| Name           | Bauwerft                  | fertig   | Umbau      | bis      | Endschicksal                                                                                     |
| -------------- | ------------------------- | -------- | ---------- | -------- | ------------------------------------------------------------------------------------------------ |
| Vorläufer      |                           |          |            |          |                                                                                                  |
| Coventry (D43) | Swan Hunter, Wallsend     | 2./1918  | Portsmouth | 1936     | am 14. September 1942 durch Luftwaffe im Mittelmeer versenkt                                     |
| Curlew (D42)   | Vickers, Barrow           | 12./1917 | Catham     | 1936     | am 26. Mai 1940 durch Luftwaffe vor Norwegen versenkt                                            |
| Einheitsumbau  |                           |          |            |          |                                                                                                  |
| Cairo (D87)    | Cammell Laird, Birkenhead | 10./1919 | Portsmouth | 5./1939  | am 12. August 1942 durch italienisches U-Boot Axum versenkt                                      |
| Calcutta (D82) | Vickers                   | 8./1919  | Chatham    | 7./1939  | am 1. Juni 1941 durch Luftwaffe im Mittelmeer versenkt                                           |
| Carlisle (D67) | Fairfield, Govan          | 11./1918 | Chatham    | 1./1940  | am 9. Oktober 1943 durch Luftwaffe schwer beschädigt, nicht repariert, Depotschiff in Alexandria |
| Curacoa (D41)  | Pembroke                  | 2./1918  | Chatham    | 4./1940  | am 2. Oktober 1942 von der Queen Mary gerammt und gesunken                                       |
| modifiziert    |                           |          |            |          |                                                                                                  |
| Colombo (D69)  | Fairfield                 | 7./1919  | Devonport  | 6./1943  | im Januar 1948 zum Abbruch verkauft.                                                             |
| Caledon (D53)  | Cammell Laird             | 3./1917  | Chatham    | 12./1943 | im Januar 1948 zum Abbruch verkauft.                                                             |